# دانشگاه فدرال ریودوژانیرو
دانشگاه فدرال ریودوژانیرو (پرتغالی: Universidade Federal do Rio de Janeiro) که به نام دانشگاه برزیل نیز شناخته می‌شود، یک دانشگاه آموزش و پژوهش دولتی است. این دانشگاه در نود و هشتمین سالروز استقلال برزیل (۷ سپتامبر ۱۸۲۲) یعنی در تاریخ ۷ سپتامبر ۱۹۲۰م، بر اساس قدیمی‌ترین کلاس‌های آموزش عالی در برزیل پایه‌گذاری شده و بزرگ‌ترین دانشگاه دولتی در برزیل است. مرکز و تأسیسات اصلی این دانشگاه در ریو دو ژانیرو واقع شده، اما شعبه‌هایی در ۱۰ شهر دیگر برزیل نیز دارد.
دانشگاه فدرال ریودوژانیرو، مسئول هفت موزه، به ویژه موزه ملی، نه بیمارستان، صدها آزمایشگاه و مرکز تحقیقاتی و چهل و سه کتابخانه است و همچنین در امور فناوری و نوآوری نیز در خط مقدم برزیل قرار دارد. علاوه بر تأسیسات مرکزی، شماری از دانشکده‌ها و مدارس حقوق، فلسفه، تاریخ، علوم اجتماعی، موسیقی و دیگر علوم و هنرها نیز که در نقاط مختلفی واقع شده‌اند، تحت مدیریت همین مجموعه دانشگاهی اداره می‌شوند.